# كيفن ماجنوسن
كيفن ماجنوسن (مواليد 5 أكتوبر 1992) هو سائق دنماركي يشارك في مسابقة فورمولا 1 تحت العلم الدنماركي،يشارك مع فريق هاس اف 1

## روابط خارجية
- كيفن ماجنوسن على موقع Racing-Reference.info (الإنجليزية)
- كيفن ماجنوسن على موقع DriverDB.com (الإنجليزية)
- كيفن ماجنوسن على موقع AS.com (الإسبانية)